# 계림로 (경주시)
계림로(鷄林路, Gyerim-ro)는 경상북도 경주시 황남동에서 시작하여, 동부동을 거쳐 연결하는 도로이다.

## 노선 경로
- (이름 없음) - 첨성로
- (이름 없음) - 태종로 (국도 제4호선)
- (이름 없음) - 원효로
- (이름 없음) - 동성로
- KT삼거리 - 화랑로

## 주요 건물 및 시설
- 틀:롯데시네마